# Greedy (canção)
"Greedy" é uma canção da cantora e compositora canadense Tate McRae. Foi lançado pela RCA Records em 15 de setembro de 2023, como o primeiro single de seu segundo álbum de estúdio, Think Later. A música foi escrita por McRae, ao lado de Amy Allen, Jasper Harris e o vocalista do OneRepublic, Ryan Tedder; a produção foi feita pelos dois últimos junto com Grant Boutin. "Greedy" foi um sucesso comercial, alcançando a posição número um nas duas paradas globais da Billboard, a Billboard Global 200 e a Billboard Global Excl. US, assim como da Canadian Hot 100 (Canadá). Até ao momento, chegou também ao número três da Billboard Hot 100 (EUA) e da UK Singles Chart (Reino Unido). McRae descreveu a letra da música como uma ode ao empoderamento feminino. 

## Antecedentes e composição
Em dezembro de 2022, McRae falou pela primeira vez sobre sua nova "era" da música, dizendo que ela estava "na zona" para a música e determinada sobre quem ela quer ser e o que fazer a seguir. "Greedy" significa um "novo capítulo" da música para McRae. Reflete sobre um encontro que ela teve com um cara em um bar, que expressou que a achava misteriosa. Após refletir, McRae concordou com sua impressão, observando que “demora muito” para ela se abrir. Posteriormente, ela escreveu "Greedy" sobre a "sensação de ter total confiança". Ela descreveu o resultado como uma "música legal de empoderamento feminino" que ela adorou. McRae articulou que a música marca a primeira vez que as pessoas veem um "lado mais agressivo e brincalhão" dela, sendo tão "inesperada" quanto é.
A música foi apresentada pela primeira vez no TikTok em 4 de agosto de 2023, por McRae e posteriormente se tornou viral na plataforma com mais de 200.000 vídeos feitos em diferentes sons. O escritor da Billboard, Kyle Denis, expressou que a música é um "exemplo de sucesso de um plano promocional planejado focado no TikTok", já que foi levada ao sucesso por trechos constantemente provocados por McRae, em vez de uma tendência aleatória.

## Videoclipe
Um videoclipe foi lançado em 15 de setembro e foi dirigido por Aerin Moreno. Os visuais, que foram ambientados em uma arena de hóquei vazia e mostram McRae dirigindo um resurfacer de gelo enquanto usava uma luva de hóquei, foram vistos como diferentes de tudo que McRae havia lançado antes. As cenas de dança que se seguiram com outros dançarinos foram coreografadas pelo dançarino Sean Bankhead. O cronista da Rolling Stone, Tomás Mier, opinou que ela abraçou sua herança canadense ao demonstrar amor pelo hóquei.

## Performance nas paradas musicais
A canção liderou as paradas no Canadá, Noruega e Dinamarca, estreando em primeiro lugar nos dois últimos países. Também estreou entre os dez primeiros na Áustria, Austrália, Bélgica, República Tcheca, Finlândia, França, Alemanha, Hungria, Islândia, Irlanda, Letônia, Lituânia, Luxemburgo, Malásia, Nova Zelândia, Holanda, Polônia, Cingapura, Eslováquia, Suécia, Suíça e Reino Unido, no top 10 dos Estados Unidos e no top 50 no Brasil e na Itália, tornando-se sua primeira música a ficar entre os dez primeiros na Billboard Hot 100.

## Charts

### Charts semanais
| Chart (2023-2024)                                   | Posição máxima |
| --------------------------------------------------- | -------------- |
| Austrália (ARIA)                                    | 2              |
| Áustria (Ö3 Austria Top 40)                         | 1              |
| Bélgica (Ultratop 50 Flanders)                      | 3              |
| Bélgica (Ultratop 50 Wallonia)                      | 2              |
| Brasil (Brasil Hot 100)                             | 44             |
| Bulgária (PROPHON)                                  | 1              |
| Canadá (Canadian Hot 100)                           | 1              |
| Canadá - AC (Billboard)                             | 11             |
| Canadá - CHR/Top 40 (Billboard)                     | 1              |
| Canadá - Hot AC (Billboard)                         | 3              |
| Nova Zelândia (Recorded Music NZ)                   | 2              |
| Nigéria (TurnTable Top 100)                         | 2              |
| Paraguai (Monitor Latino)                           | 8              |
| Espanha (PROMUSICAE)                                | 50             |
| Estados Unidos - Adult Contemporary (Billboard)     | 24             |
| Estados Unidos - Adult Top 40 (Billboard)           | 6              |
| Estados Unidos (Billboard Hot 100)                  | 3              |
| Estados Unidos - Dance/Mix Show Airplay (Billboard) | 7              |
| Estados Unidos - Mainstream Top 40 (Billboard)      | 1              |
| França (SNEP)                                       | 6              |